# Unwritten
Unwritten är den brittiska sångerskan Natasha Bedingfields debutalbum, släppt den 6 september 2004.

## Låtlista
1. "These Words" - 3:35
2. "Single" - 3:54
3. "I'm a Bomb" - 3:42
4. "Unwritten" - 4:18
5. "I Bruise Easily" - 4:14
6. "If You're Gonna..." - 3:20
7. "Silent Movie" - 3:45
8. "We're All Mad" - 4:45
9. "Frogs & Princes" - 3:44
10. "Drop Me in the Middle" - 4:15
11. "Wild Horses" - 3:58
12. "Size Matters" - 3:23